# Окситания
Окситания (на френски: Région Occitanie; на окситански Region Occitània) е регион в Югозападна Франция. Граничи с Испания в Пиренеите на юг, с Нова Аквитания на запад, с Оверн-Рона-Алпи на север, Прованс-Алпи-Лазурен бряг на изток. Най-големите градове са Тулуза, Монпелие, Ним и Перпинян. Населението му е 5 892 817 жители (по приблизителна оценка към 1 януари 2019 г.).